# Molpe
Molpe (finska: Moikipää) är en tätort (vardagl. by) i Korsnäs kommun i landskapet Österbotten. Byn har cirka 585 invånare vintertid och omkring 1 200 sommartid. Molpe ligger vid Bottenhavet cirka en mil norr om centralorten Korsnäs.

## Historia
Molpe befolkades troligen på 1200-talet av fiskare och fångstmän från Sverige som anlade fiskelägen på denna sida av Kvarken.
Molpeborna är kända för sina egna företag och sammanslutningar. Företagsamheten har alltid varit ett kännetecken för byn. Redan år 1937 övervägdes gatubelysning bland delägarna i byns eget elbolag, Molpe Elektricitetsandelslag. Därför var det helt naturligt att man i Molpe byggde Finlands första vindkraftspark, bestående av fyra vindkraftverk, som idag producerar grön el till nätet.
Namnet Molpe har skrivits på många olika sätt. I en urkund från 1491 skrevs byns namn som Mockepää. Senare har namnen Måitäpä, Moikepä, Moickopä och Moijckipä använts. Dessa benämningar utvecklades så att på 1800-talet skrevs byns namn som Moikipää eller Moikepää. I talspråk användes Moipe och Moippe.  
Namnet Moikipää användes från 1905 i poststämpeln fram till 1960-talet. Namnet Molpe hade då börjat användas allmänt, och i början på 1960-talet anhöll Korsnäs kommun därför om att byns namn skulle ändras till Molpe. Postverket tog i bruk namnet Molpe den 1 januari 1963 och Lantmäteristyrelsen beslöt om namnändringen den 19 mars 1964. 
Namnet Moikipää lever dock kvar, speciellt hos en del finskspråkiga personer, men det officiella namnet på orten är numera "Molpe" på både svenska och finska .
Vanligaste hälsningsfrasen i Molpe är "ho!", vilket betyder ungefär "hej!". "Ho" är ett uttryck som lär ha myntats av en bortgången byalegend.

## Näringsliv
Viktiga näringar är mink- och rävuppfödning samt växthusodling. I byn finns bland annat affär, bank, skola, restaurang och bensinstation. Vid badstranden finns nu även en bastu (Havsbastun Stormlyktan ) som kan hyras för olika evenemang, bastun används även som vinterbadarbastu. Ett flertal aktiva föreningar finns också i byn, till exempel Molpe Ungdomsförening som ordnar danser sommartid och sköter om öppethållningen av ungdomsgården Fia's Inn vintertid. Andra föreningar är till exempel Molpe jaktförening, Molpe marthaförening och Molpe skepparklubb. Molpe byaråd är ett samlande organ för byns alla föreningar. Den 17 november 2006 valdes Molpe till årets by i Svenska Österbotten.

## Geografi
Molpe har en lång och sönderskuren kust med många öar. På Bredskäret finns en meteorologisk station.

## Berömda personer från Molpe
- Marika Krook, solist med mera
- Magnhild Strömsman, första Molpebon som bosatte sig på Molpehällorna.